# Elaeocarpus tremulus
Elaeocarpus tremulus är en tvåhjärtbladig växtart som beskrevs av Tirel & Mcpherson. Elaeocarpus tremulus ingår i släktet Elaeocarpus och familjen Elaeocarpaceae. Inga underarter finns listade i Catalogue of Life.